# ルカツィテリ

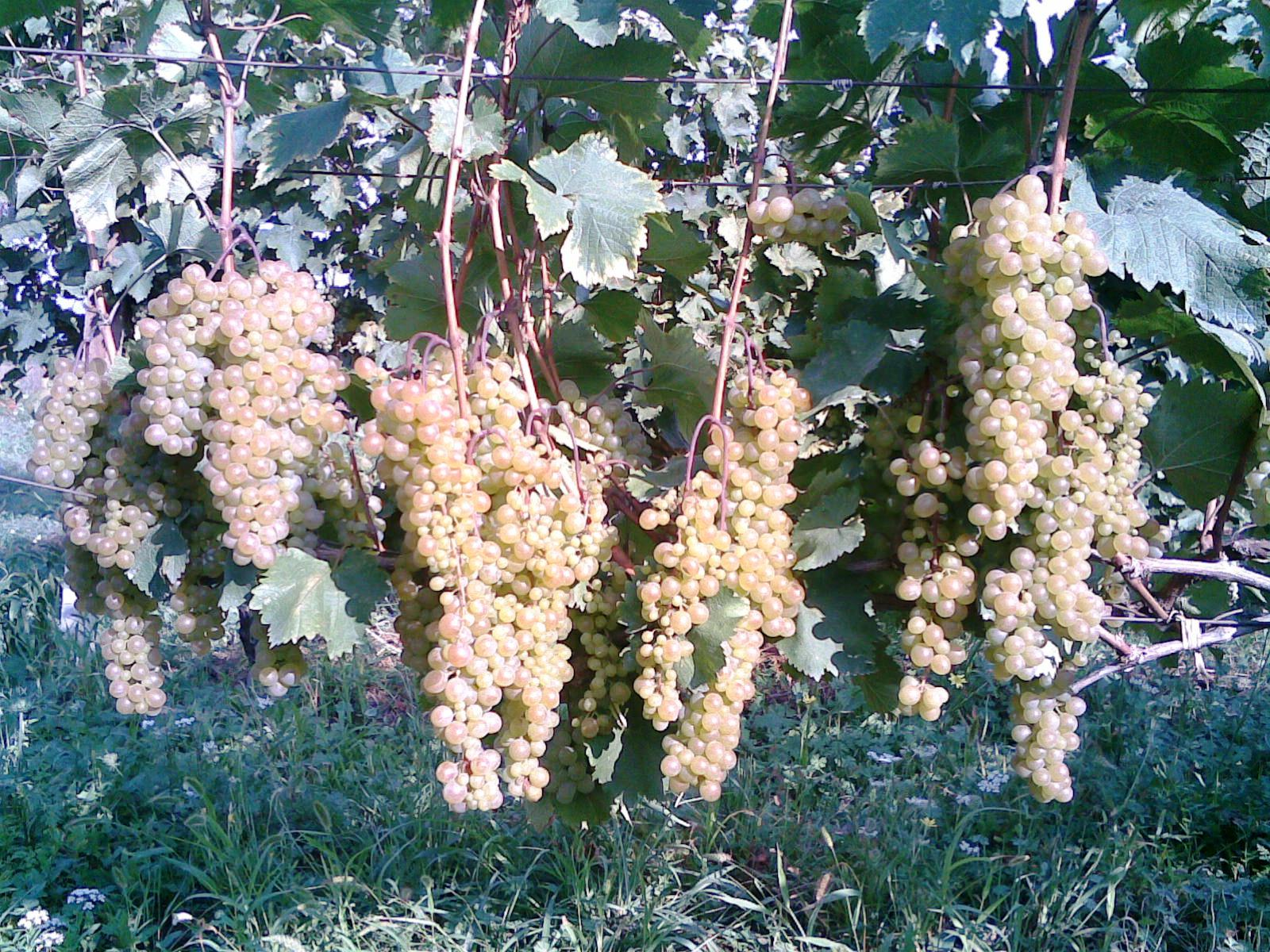
ルカツィテリのブドウ

ルカツィテリ（グルジア語: რქაწითელი, ラテン文字転写: rkats'iteli; 発音: [rəˌkɑːtsɪˈtɛli]; 「赤い茎」や「赤い角」の意）は白ワインに用いられるワイン用ブドウ品種である。

## 歴史
この古代のヨーロッパブドウはジョージア原産であり、世界最古のブドウ品種の一つとされている。
ルカツィテリはソビエト連邦において最も広く植えられていたブドウ品種であり、1978年においてはソビエトにおける全ワイン生産量の18%を占めていた。ソビエトではテーブルワインからリキュールやシェリーに似た酒精強化ワインに至るまで、ルカツィテリからありとあらゆるものが作られていた。ゴルバチョフ大統領による植え替え政策まで世界で最も多く植えられていた白ワイン用ブドウ品種であった可能性がある。
カヘティ地方では特にポートワインと同様の製法で作られた甘口のデザートワインで特に知られている。ルカツィテリからスパークリングワインを製造しようという試みは多数行われてきたが、この品種の持つアルコール度数の高さがその成功を妨げてきた。

## ワイン生産地域
ルカツィテリのほとんどは原産地であるジョージアで栽培されているが、その他にもかなりの規模の栽培が他の東欧諸国であるロシアやアルメニア、ブルガリア、モルドバ、ルーマニア、セルビア、北マケドニア、アゼルバイジャン、そしてウクライナで行われている。

### その他の地域
小規模ではあるが、オーストラリアおよびアメリカ合衆国東部、主にニューヨーク州のフィンガー・レイクスやマサチューセッツ州、ニュージャージー州、バージニア州、そしてノースカロライナ州でも栽培がおこなわれている。また、カリフォルニア州や、コロラド州のグランド・ヴァレー AVAやウェスト・エルクス AVA、そして中国においても試験的な栽培がおこなわれている。中国ではルカツィテリは白羽（バイユー）として知られている。

## 栽培
ルカツィテリは酸度が高いため、ワインが過度に酸っぱくなる恐れがあるため、醸造家たちはブドウを可能な限り遅く摘むことで糖度を最大化し、味のバランスを取ろうとする。東欧におけるほとんどの地域で、収穫は通常、10月中旬に行われる。

## ワインのスタイル
ルカツィテリからはスパイシーで華やかな香りを持ち、顕著に酸度が高く、バランスの良い白ワインが作られる。